# Татарли
 Тази статия е за селото в Северна Македония.  За квартала в София, България вижте Коньовица.  
Татарли (на македонска литературна норма: Татарли) е село в община Валандово, Северна Македония.

## География
Селото е разположено в южното подножие на Беласица.

## История
В края на XIX век Татарли е изцяло турско село в Дойранска каза на Османската империя. В „Етнография на вилаетите Адрианопол, Монастир и Салоника“, издадена в Константинопол в 1878 година и отразяваща статистиката на населението от 1873 година, Татарли (Tatarli) е посочено като селище с 58 домакинства, като жителите му са 126 мюсюлмани. Според статистиката на Васил Кънчов („Македония. Етнография и статистика“) от 1900 година, селото има 230 жители, всички турци.
След Междусъюзническата война в 1913 година селото попада в Сърбия. Според Димитър Гаджанов в 1916 година в Татарли живеят 185 турци.
През ноември 1915 година по време на Първата световна война край Татарли българската войска отразява с ожесточени сражения настъплението на 178-и френски пехотен, 7-и колониален френско-марокански и 2-ри африкански полков атакуващи рубежа Костурино, Татарли, Гевгели и принуждава противника да се изтегли дълбоко назад южно от Дойран. На тази победа е наречена ул. „Татарли“ в бежанския квартал на София (Карта).